# Stefan Schulz-Hardt
Stefan Schulz-Hardt (* 7. Juli 1967) ist ein deutscher Psychologe.
Schulz-Hardt studierte Psychologie an der Christian-Albrechts-Universität Kiel. Nach seiner Diplomarbeit 1993 zu Bedingungen der Konflikteskalation und -deeskalation verfasste er eine Dissertation über Realitätsflucht in Entscheidungsprozessen, mit der er 1996 in Kiel zum Dr. phil. promoviert wurde. Danach arbeitete er weiter am Institut für Psychologie der Universität Kiel.
1998 wechselte er als Wissenschaftlicher Assistent ans Institut für Psychologie beim Lehrstuhl für Sozialpsychologie der Ludwig-Maximilians-Universität München, wo er sich 2002 habilitierte.
2003 wurde Schulz-Hardt zum Professor für Sozial- und Finanzpsychologie an die Technische Universität Dresden berufen; seit 2004 ist er Professor für Arbeits-, Wirtschafts- und Sozialpsychologie an der Georg-August-Universität Göttingen. Im September 2022 wurde Schulz-Hardt zum Präsidenten der Deutschen Gesellschaft für Psychologie berufen.